# 健磐龍命
健磐龍命（日语：タケイワタツノミコト）為日本神話中的神祇，也是阿蘇神社（位於熊本縣阿蘇市）的主祭神。傳說祂是神武天皇之子神八井耳命的兒子，一般被視為阿蘇山之神。

## 概要
傳說健磐龍命乃神武天皇之孫，被派遣前往平定日向（今宮崎縣），接著從高千穗前往阿蘇。途經高森之草部（（日語）くさかべ），寄居在伯父日子八井命（又名草部吉見神）家中。由於祂和草部吉見神共同努力開拓阿蘇，後者遂將其女阿蘇都比咩命（（日語）アソツヒメノミコト）許配給祂。
健磐龍命前往阿蘇時，從外輪山向西眺望，見到山上有面積廣大的火口湖，於是他使勁踢破山壁讓大量湖水流出，成為灌溉附近農地的水源。由於山壁有二層，健磐龍命使勁踢了兩次才成功，故踢破山壁之處稱作「二重峠」；而祂站立處稱為「立野」，音同「（日語）立てぬ」；湖水向西奔流時跟著沖出數隻鹿，故為後來的數鹿流瀑布（（日語）数鹿流ヶ滝）。後來祂教導當地人種植稻米，並將收割後的米堆成一座小山，成為現在標高954公尺的米塚山。
傳說祂的家臣鬼八具有驚人怪力，因健磐龍命愛好弓術，鬼八負責撿拾射出的箭矢。健磐龍命總是坐在阿蘇中央火山口丘群的往生岳，朝著「的石」之地射箭。有時射偏的箭就交由鬼八撿拾，祂來來回回99次，終於到了第1百次時覺得疲累厭倦，就隨便地將箭矢夾在腳趾間丟回給健磐龍命。此舉觸怒了健磐龍命，他生氣地砍下鬼八的頭顱，想不到頭顱竟與身體再度連接，所以健磐龍命將鬼八碎屍萬段，後者才終於死亡。後來阿蘇地區的農作物受霜害所苦，大家開始謠傳這是鬼八的怨靈作祟。為了撫慰鬼八的冤魂，設立霜宮神社，並舉行「火焚神事」（（日語）火焚き神事）祭典，從8月19日的「乙女入神事」起連續59日燃火，至10月16日的「乙女上げ神事」才將火種撲滅。燃燒火焰的目的乃是為了讓鬼八感到溫暖，不會因寒冷而作怪（霜害）。

## 解說
自古以來，健磐龍命就是航海安全的守護神，現在也作為交通安全、除災、姻緣、學問之神。

## 信仰
日本祭祀健磐龍命的神社主要有下列：
- 阿蘇神社（熊本縣阿蘇市）
- 中畑神社（宮崎縣西臼杵郡高千穗町）：或稱「仲畑神社」。

## 內部連結
- 阿蘇神社
- 神八井耳命

## 外部連結
- （日語）阿蘇神社
- （日語）阿蘇の神話健磐龍命(たけいわたつのみこと):肥後国くまもとの歴史 （页面存档备份，存于）